# Spinozacampus

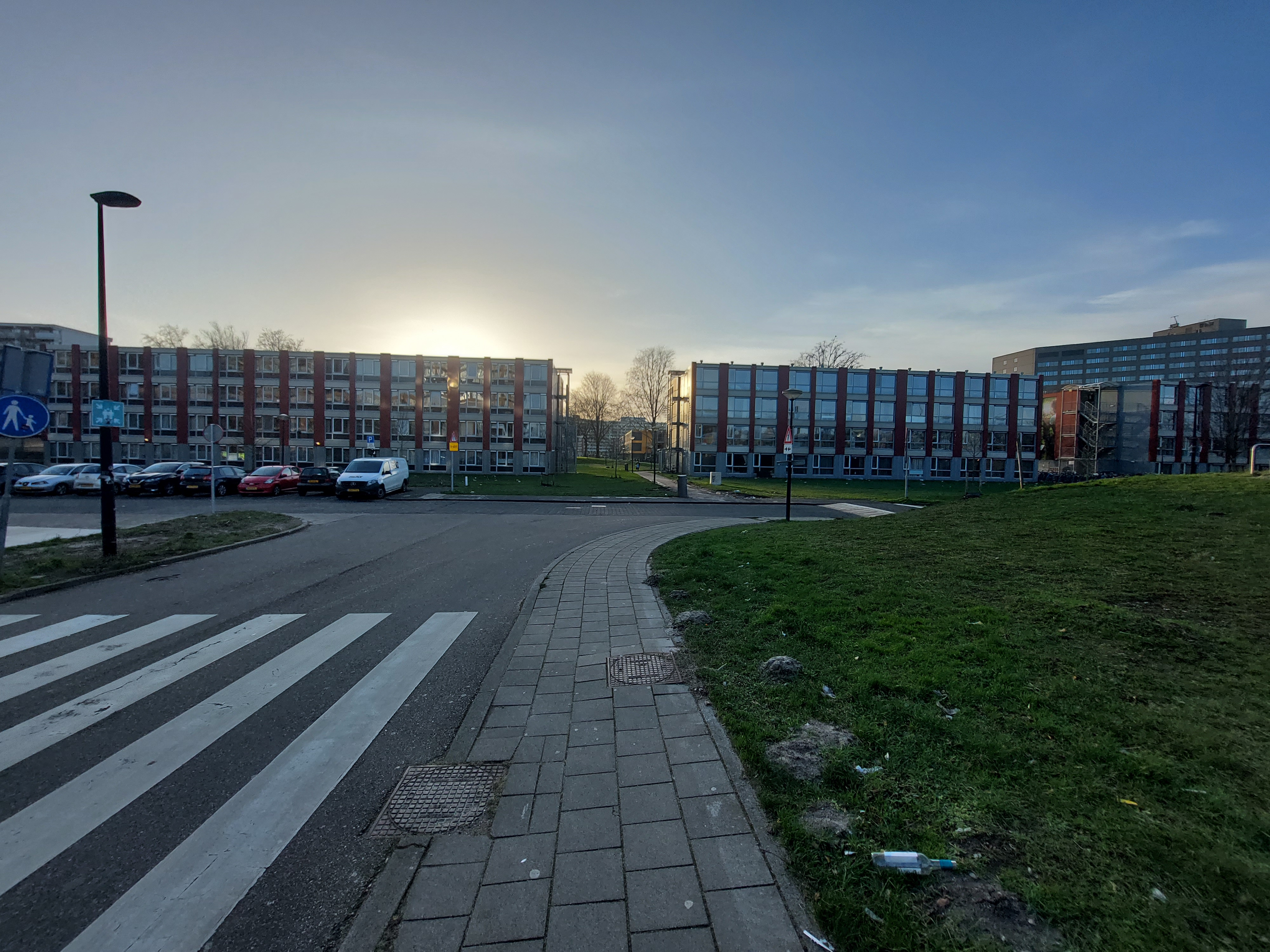
Oostkant Spinozacampus

De Spinozacampus is een studentenhuisvestingscomplex gelegen aan het Dennenrodepad in Amsterdam-Zuidoost. Het biedt onderdak aan binnen- en buitenlandse studenten. 

## Geschiedenis
De Spinozacampus werd gerealiseerd tussen 2012 en 2016 door studentenhuisvester DUWO, in samen met particuliere investeerders en andere partners. Het complex is opgezet vanwege het grote tekort aan betaalbare studentenhuisvesting in Amsterdam.

## Faciliteiten

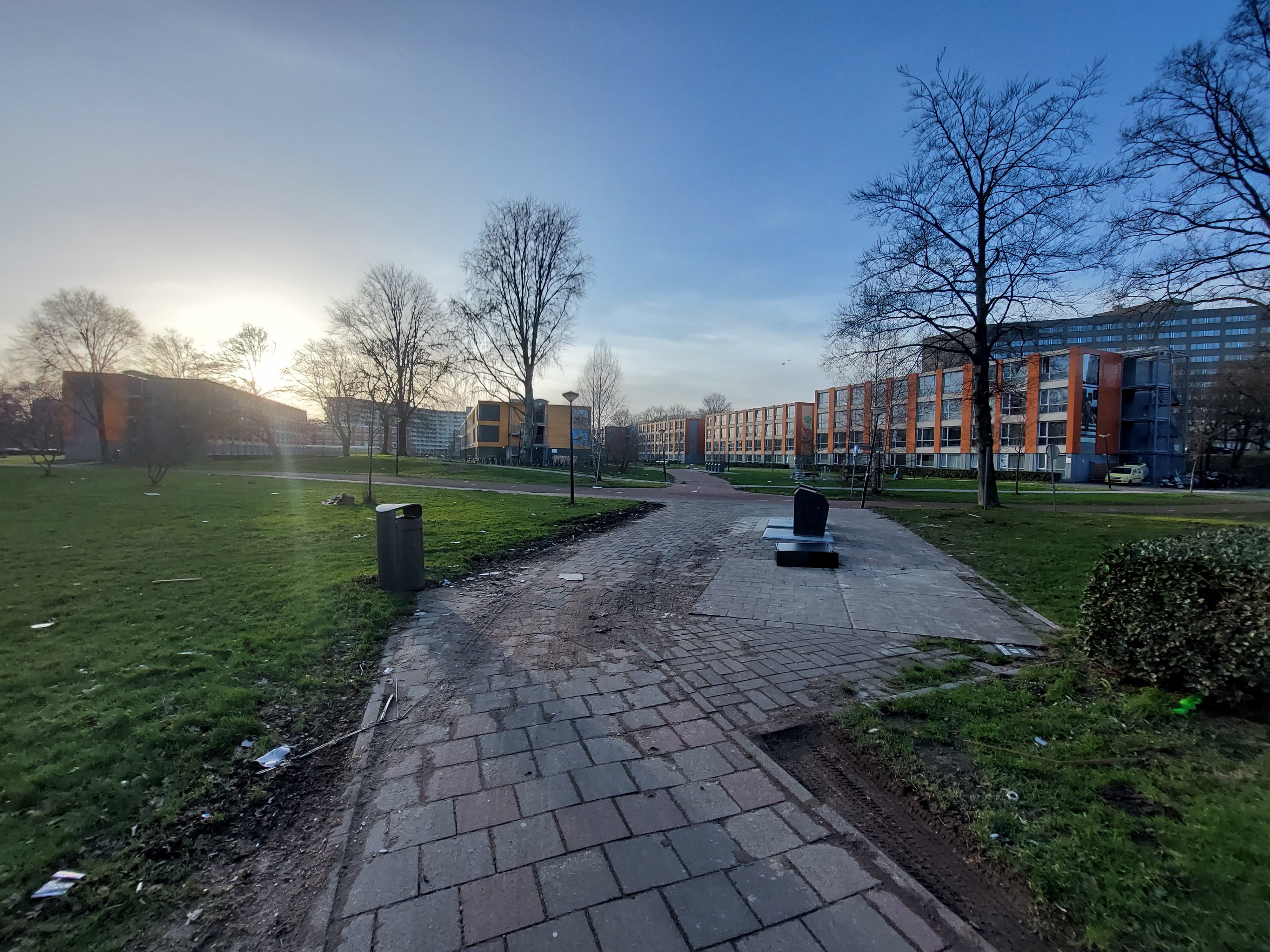
Spinozacampus

De campus bestaat uit modulaire houten woningen met elk een eigen voordeur, keuken, douche en toilet. De studio's zijn gemeubileerd en worden verhuurd voor een redelijk bedrag.

## Veiligheidsproblemen
De Spinozacampus heeft aandacht gekregen vanwege veiligheidsproblemen en klachten van bewoners, vooral internationale studenten. Er zijn meldingen van steekpartijen, schietincidenten, stalking en andere incidenten in het gebied. Deze veiligheidsproblemen hebben geleid tot een verminderde levenskwaliteit voor de bewoners. Bewoners van de Spinozacampus hebben een petitie opgesteld gericht aan de gemeente Amsterdam, waarin wordt gepleit voor bewakingscamera's en de inzet van campusbeveiliging. Huisvester DUWO heeft gereageerd door tijdelijk bewaking te regelen en verbeteringen aan te brengen in de beveiliging, zoals betere sloten op deuren. Er zijn ook plannen om studentbeheerders aan te stellen en een welkomstprogramma voor nieuwe internationale studenten op te zetten. Vanaf 2022 werden er opbouwwerkers ingezet.